# Juba

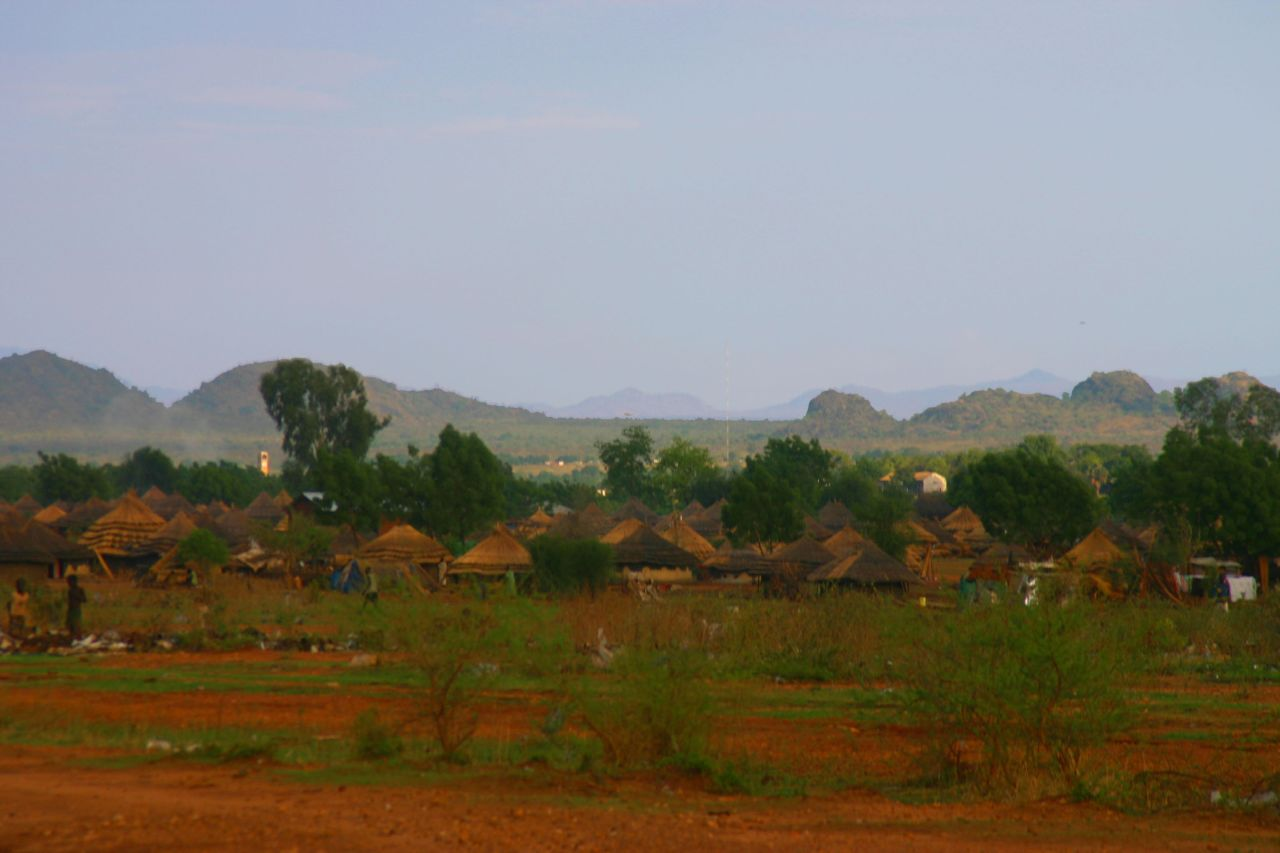
Một điểm định cư tại Juba

Juba (tiếng Việt: Giu ba) là thành phố thủ đô của Cộng hòa Nam Sudan và cũng thủ phủ bang Trung Equatoria. Thành phố nằm trên sông Nin Trắng.

## Khí hậu
Juba có khí hậu xavan (phân loại khí hậu Köppen Aw).
| Dữ liệu khí hậu của Juba             | Dữ liệu khí hậu của Juba | Dữ liệu khí hậu của Juba | Dữ liệu khí hậu của Juba | Dữ liệu khí hậu của Juba | Dữ liệu khí hậu của Juba | Dữ liệu khí hậu của Juba | Dữ liệu khí hậu của Juba | Dữ liệu khí hậu của Juba | Dữ liệu khí hậu của Juba | Dữ liệu khí hậu của Juba | Dữ liệu khí hậu của Juba | Dữ liệu khí hậu của Juba | Dữ liệu khí hậu của Juba |
| Tháng                                | 1                        | 2                        | 3                        | 4                        | 5                        | 6                        | 7                        | 8                        | 9                        | 10                       | 11                       | 12                       | Năm                      |
| ------------------------------------ | ------------------------ | ------------------------ | ------------------------ | ------------------------ | ------------------------ | ------------------------ | ------------------------ | ------------------------ | ------------------------ | ------------------------ | ------------------------ | ------------------------ | ------------------------ |
| Cao kỉ lục °C (°F)                   | 42.2 (108.0)             | 43.0 (109.4)             | 43.6 (110.5)             | 42.4 (108.3)             | 43.7 (110.7)             | 38.5 (101.3)             | 37.0 (98.6)              | 38.5 (101.3)             | 39.0 (102.2)             | 39.6 (103.3)             | 40.4 (104.7)             | 42.8 (109.0)             | 43.7 (110.7)             |
| Trung bình ngày tối đa °C (°F)       | 36.8 (98.2)              | 37.9 (100.2)             | 37.7 (99.9)              | 35.4 (95.7)              | 33.5 (92.3)              | 32.4 (90.3)              | 31.1 (88.0)              | 31.6 (88.9)              | 33.1 (91.6)              | 34.0 (93.2)              | 34.7 (94.5)              | 35.9 (96.6)              | 34.5 (94.1)              |
| Trung bình ngày °C (°F)              | 28.2 (82.8)              | 29.3 (84.7)              | 29.9 (85.8)              | 28.7 (83.7)              | 27.6 (81.7)              | 26.5 (79.7)              | 25.6 (78.1)              | 25.5 (77.9)              | 26.4 (79.5)              | 26.9 (80.4)              | 27.4 (81.3)              | 27.5 (81.5)              | 27.5 (81.4)              |
| Tối thiểu trung bình ngày °C (°F)    | 20.1 (68.2)              | 21.7 (71.1)              | 23.6 (74.5)              | 23.4 (74.1)              | 22.6 (72.7)              | 21.9 (71.4)              | 21.1 (70.0)              | 21.0 (69.8)              | 21.1 (70.0)              | 21.3 (70.3)              | 20.9 (69.6)              | 20.0 (68.0)              | 21.6 (70.9)              |
| Thấp kỉ lục °C (°F)                  | 11.4 (52.5)              | 12.2 (54.0)              | 16.3 (61.3)              | 16.5 (61.7)              | 16.8 (62.2)              | 14.0 (57.2)              | 13.3 (55.9)              | 16.0 (60.8)              | 15.5 (59.9)              | 14.0 (57.2)              | 13.2 (55.8)              | 13.9 (57.0)              | 11.4 (52.5)              |
| Lượng mưa trung bình mm (inches)     | 5.1 (0.20)               | 11.0 (0.43)              | 36.7 (1.44)              | 111.5 (4.39)             | 129.9 (5.11)             | 117.8 (4.64)             | 144.7 (5.70)             | 127.5 (5.02)             | 103.7 (4.08)             | 114.5 (4.51)             | 43.1 (1.70)              | 8.2 (0.32)               | 953.7 (37.55)            |
| Số ngày mưa trung bình (≥ 0.1 mm)    | 1.4                      | 2.0                      | 6.6                      | 11.6                     | 12.4                     | 10.3                     | 13.0                     | 11.5                     | 8.6                      | 10.4                     | 6.5                      | 1.9                      | 96.2                     |
| Độ ẩm tương đối trung bình (%)       | 44                       | 42                       | 51                       | 64                       | 73                       | 76                       | 81                       | 80                       | 77                       | 73                       | 69                       | 53                       | 65                       |
| Số giờ nắng trung bình tháng         | 279.0                    | 235.2                    | 210.8                    | 198.0                    | 207.7                    | 207.0                    | 182.9                    | 204.6                    | 228.0                    | 241.8                    | 237.0                    | 260.4                    | 2.692,4                  |
| Phần trăm nắng có thể                | 76                       | 67                       | 57                       | 54                       | 62                       | 58                       | 50                       | 57                       | 63                       | 64                       | 68                       | 68                       | 62                       |
| Nguồn 1: Tổ chức Khí tượng Thế giới  |                          |                          |                          |                          |                          |                          |                          |                          |                          |                          |                          |                          |                          |
| Nguồn 2: NOAA Deutscher Wetterdienst |                          |                          |                          |                          |                          |                          |                          |                          |                          |                          |                          |                          |                          |

## Dân số
Năm 2011, dân số Juba ước tính khoảng 372.410 người.
Quá trình thay đổi dân số
| Năm             | Dân số  |
| --------------- | ------- |
| 1973 (điều tra) | 56.737  |
| 1983 (điều tra) | 83.787  |
| 1993 (điều tra) | 114.980 |
| 2005 (ước tính) | 163.442 |
| 2008 (ước tính) | 250.000 |
| 2011 (ước tính) | 372.410 |

Đến thời điểm năm 2006, chỉ có một con đường có mặt đường xi măng được người Anh xây dựng thập niên 1950 ở Juba. Thành phố này có Đại học quốc gia Juba.

## Kinh tế
Một số hãng kinh doanh trong khu vực và quốc tế đã thành lập sự hiện diện của mình tại Juba. Tổ hợp ngân hàng Kenya Kenya Commercial Bank đã có trụ sở tại Nam Sudan ở thành phố và một mạng lưới các chi nhánh lên tới con số 11 trên khắp Nam Sudan. Hiện tại có ba ngân hàng thương mại bản địa tại Nam Sudan có tên là; Buffalo Commercial Bank, Ivory Bank và Nile Commercial Bank, tất cả đều có trụ sở tại Juba. Equity Bank, dịch vụ tài chính khu vực khác cũng đã mở chi nhánh tại Juba. National Insurance Corporation (NIC), dịch vụ bảo hiểm hàng đầu của Uganda đã có văn phòng tại thành phố.